# Dora Gerson
Dorothea Gerson, detta Dora (Berlino, 23 marzo 1899 – Auschwitz, 14 febbraio 1943), è stata una cantante e attrice tedesca, morì insieme a tutta la sua famiglia nel campo di concentramento di Auschwitz.
Nel 1920 fu scelta per apparire nel film che le diede il successo, Auf den Trümmern des Paradieses; successivamente apparve in Die Todeskarawane con Bela Lugosi. Entrambi i film andarono però perduti durante la guerra. Si esibì come cantante di cabaret per tutti gli anni 1920 ed ebbe un ruolo molto importante nel cinema tedesco.

## Biografia
Dorothea Gerson nacque il 23 marzo 1899 a Berlino da genitori ebrei di origini polacche. Si diplomò alla scuola di recitazione di Berlino di Max Reinhardt.
Nel 1919 iniziò la sua carriera di cantante e attrice nella Holtorf-Truppe, una compagnia teatrale che comprendeva talenti come Mathias Wieman, Erika Meingast, Marlene Dietrich e Veit Harlan.
Nel 1920 divenne famosa in Germania grazie ai film Auf den Trümmern des Paradieses e Die Todeskarawane, adattamenti cinematografici dei libri Da Baghdad a Istanbul (Von Bagdad nach Stambul) e Die Todeskarawane di Karl May. Entrambi i film andarono persi durante la seconda guerra mondiale. Negli anni venti si esibì nei cabaret e cantò svariate volte al teatro Thalia di Berlino.
Nel 1922 sposò il regista e collega Veit Harlan, dal quale divorziò due anni dopo, nel 1924. Harlan divenne un regista di teatro molto conosciuto e diresse il film propaganda antisemita filo-nazista Süss l'ebreo, opera commissionatagli dal ministro della propaganda nazista Joseph Goebbels. Alla fine della guerra verrà accusato per razzismo e si difenderà dicendo che dovette girare quel film perché gli era stato imposto.
Dopo il divorzio, Dora Gerson continuò ad avere successo in Germania, sia come cabarettista che come attrice di cinema muto. Nel 1933, l'anno in cui il partito nazista salì al potere guidato da Hitler, la Gerson si ritrovò senza lavoro nel cinema. In seguito venne eliminata dall'albo degli attori per via delle sue origini ebraiche.
In seguito all'interruzione della sua carriera cinematografica, la Gerson incominciò a cantare in Lingua yiddish, la lingua parlata dagli ebrei prima dell'olocausto, per una piccola casa discografica ebraica. La sua decisione fu avventata, dato che se fosse stata scoperta, avrebbe rischiato il carcere e poi l'uccisione. Successivamente, nel 1936, pubblicò alcuni singoli tra cui quello di maggior successo Der Rebe Hot Geheysn Freylekh Zayn, grazie al quale divenne famosa nella comunità ebraica-tedesca. Incise anche altre canzoni, come Backbord und Steuerbord e Vorrei, quest'ultima molto struggente e carica di ricordi riguardo alla sua infanzia nella Germania dell'anteguerra.
(versi dal brano Vorbei)
Nel 1935, in seguito all'applicazione delle leggi razziali in Germania, la Gerson decise di trasferirsi con i parenti nei Paesi Bassi. Nel 1936 sposò in seconde nozze Max Sluizer, un fabbricante tessile. La coppia visse ad Amsterdam, dove ebbe due figli: Miriam, nata il 19 novembre 1937 e Abel Juda, nato il 21 maggio 1940. Durante la sua seconda gravidanza, i Paesi Bassi vennero invasi dai tedeschi. Dopo la nascita del secondo figlio, la Gerson decise quindi di scappare dai Paesi Bassi e di emigrare con la famiglia in Svizzera, paese che manteneva una posizione neutrale.
Nel 1942, mentre lei e la sua famiglia tentavano la fuga verso la Svizzera, vennero arrestati dai nazisti, caricati su un treno e condotti in un campo di transito, Westerbork, prima della deportazione definitiva ad Auschwitz, campo di concentramento situato in Polonia. Il 14 febbraio 1943, quando Dora aveva 43 anni, insieme al marito di 37 anni e ai figli Miriam e Abel (rispettivamente di 6 e 3 anni) morì ad Auschwitz, poco dopo il loro arrivo nel campo.

## Filmografia
- Auf den Trümmern des Paradieses, regia di Josef Stein (1920)[6]
- Die Todeskarawane, regia di Josef Stein (1920)[6]

## Produzione musicale
- Der Rebe Hot Geheysn Freylekh Zayn (1936)
- Backbord und Steuerbord
- Vorbei